# Giprus bidentatus
Giprus bidentatus är en insektsart som beskrevs av Sawbridge 1975. Giprus bidentatus ingår i släktet Giprus och familjen dvärgstritar. Inga underarter finns listade i Catalogue of Life.